# Abbas al-Musawi
Abbas al-Musawi (1952 - 16. februar 1992, arabisk: عباس الموسوي) var medstifter af den libanesiske, shia-muslimske Hizbollah-bevægelse og dens anden generalsekretær. Han blev slået ihjel af israelske styrker i 1992.
Al-Musawi blev født i landsbyen Al-Nabi Shayth i Bekaa-dalen i Libanon. Han brugte i løbet af sin ungdom otte år på islamiske studier i Najaf i Irak, hvor bl.a. Hassan Nasrallah senere studerede. Efter sine studier vendte Al-Musawi i 1978 tilbage til Libanon og i 1982 var han med til at grundlægge Hizbollah. Han var især aktiv i Bekaa-dalen og fra 1985 til 1988 var han leder af Hizbollahs militære gren. I maj 1991 valgtes han som bevægelsens generalsekretær, idet han med sin erfaring ville være i stand til at skærpe dens fokus på den aktive modstandskamp mod den israelske besættelse.
16. februar 1992 åbnede israelske Apache-helikoptere ild mod den kortege, al-Musawis bil var en del af. I angrebet blev al-Musawi selv samt hans kone, søn og fire andre slået ihjel. Islamisk Jihad udførte efterfølgende et angreb på den israelske ambassade i Buenos Aires som gengældelse for mordet på al-Musawis femårige søn.